# 赤田昌人
赤田 昌人（あかだ まさと、1961年5月21日 - ）は、かつてジャパンアクションクラブ（JAC）に所属していた元アクション俳優である。JAC第13期生。

## 人物
水泳のジャンプ競技の選手だったこともあり、高所からの落下などを得意としていた。小柄な体格からか、スーツアクターとしてはヒロインを担当することも多かった。
『電撃戦隊チェンジマン』から『光戦隊マスクマン』までの3作品でともにヒロイン役を務めた蜂須賀祐一は、赤田は後輩ながらスタントやアクションに秀でており、ともに切磋琢磨していたと述べている。
しかし1992年ごろ、北海道の撮影所で撮影中に事故により脊髄を損傷。首から下が麻痺してしまい引退を余儀なくされた。現在も闘病生活を続けているという。

## 主な作品

### テレビドラマ
- 妻の知らない夫の顔（1986年）

### 特撮
- 星雲仮面マシンマン（1984年）
- スーパー戦隊シリーズ
  - 科学戦隊ダイナマン（1983年 - 1984年）
  - 超電子バイオマン（1984年 - 1985年） - 阪本良介吹き替え、マグネ戦士[4]
  - 電撃戦隊チェンジマン（1985年 - 1986年） - チェンジマーメイド[2]
  - 超新星フラッシュマン（1986年 - 1987年） - イエローフラッシュ[5]
  - 光戦隊マスクマン（1987年 - 1988年） - イエローマスク[2]
  - 超獣戦隊ライブマン（1988年 - 1989年） - イエローライオン[6]
  - 高速戦隊ターボレンジャー（1989年 - 1990年） - イエローターボ[7]
  - 鳥人戦隊ジェットマン（1991年 - 1992年） - ホワイトスワン（後期）
- メタルヒーローシリーズ
  - 宇宙刑事シャリバン（1983年 - 1984年）
  - 特捜エクシードラフト（1992年） - ドラフトレッダー[8]、影丸茂樹吹き替え

### 映画
- コータローまかりとおる!（1984年）
- スーパー戦隊シリーズ
  - 劇場版 電撃戦隊チェンジマン（1985年） - チェンジマーメイド[要出典]
  - 劇場版 電撃戦隊チェンジマン シャトルベース!危機一髪!（1985年） - チェンジマーメイド[要出典]
  - 劇場版 超新星フラッシュマン（1986年） - イエローフラッシュ[要出典]
  - 劇場版 超新星フラッシュマン 大逆転! タイタンボーイ（1987年） - イエローフラッシュ[要出典]
  - 劇場版 光戦隊マスクマン（1987年） - イエローマスク[要出典]
  - 劇場版 高速戦隊ターボレンジャー（1989年） - イエローターボ[要出典]

### 舞台
- スターライト・エクスプレス（1990年）